# Kawarna

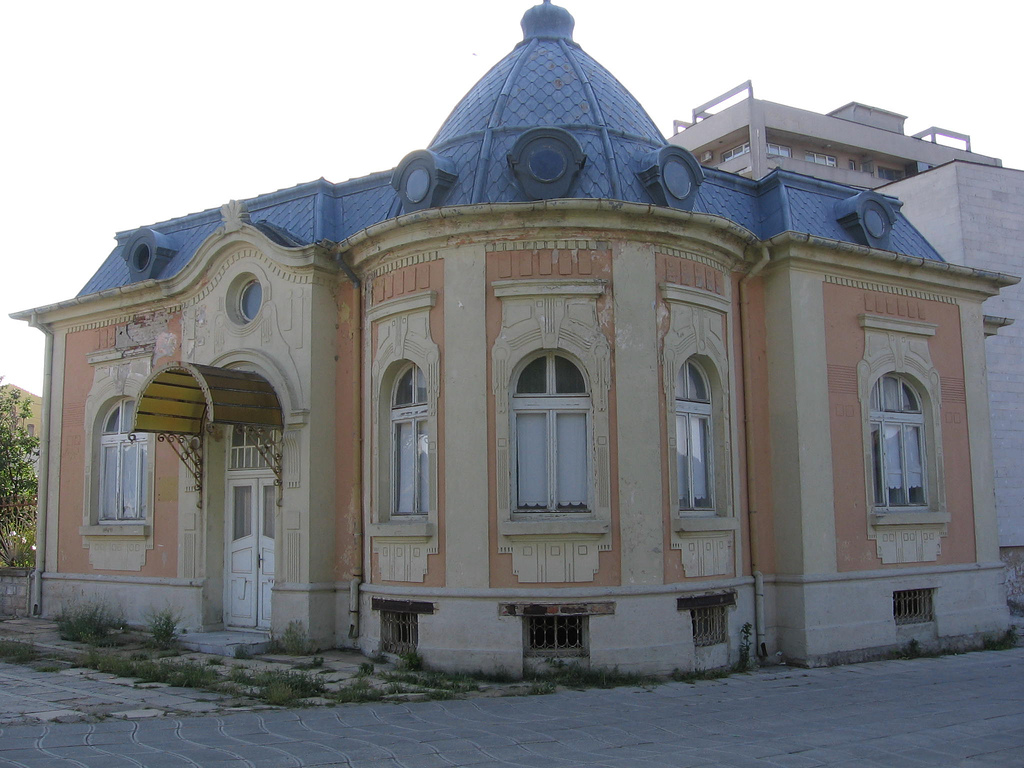

Kawarna (bułg. Каварна) – miasto w Bułgarii nad Morzem Czarnym; 11 tys. mieszkańców (2006). Jest to centrum gospodarcze i administracyjne gminy Kawarna. W mieście znajdują się liczne plaże.

## Miasta partnerskie
- Skarżysko-Kamienna
- Prizren
- Zaječar
- Podolsk